# 篠津中央篠津運河用水
篠津中央篠津運河用水（しのつちゅうおうしのつうんがようすい）、通称篠津運河は、北海道樺戸郡月形町から江別市にまたがる石狩川下流地域右岸を潤す農業用の用水路で、疏水百選に選ばれている。
月形町のから分水し、石狩郡新篠津村、同郡当別町、江別市の4ヶ市町村を通る用水路で、江別市中島地区の篠津運河水門を経て篠津川に合流し石狩川に至る。

## 歴史
明治期より篠津運河計画に基づいて運河の掘削が始まる。
1951年（昭和26年）食料増産に向けた土地利用を畑とした「国営かんがい排水事業」として事業が始まる。
1953年（昭和28年）土地利用を畑から水田に変更した「石狩川水域泥炭地開発計画」が提案された。
1955年（昭和30年）世界銀行の融資等を受けて「篠津地域泥炭地開発事業」として本格的な整備が進められる。
1970年（昭和45年）事業完了
その後、農業用水の需要増大への対応や施設の老朽化などから、1970年（平成7年）に着手した国営かんがい排水事業「篠津中央二期地区」により石狩川頭首工など全面改修を行う。
現在は「北海道開発局 札幌開発建設部 札幌北農業事務所 篠津地域農業施設管理支所」の管理となっている。

## 管理施設
- 石狩川頭首工
- 篠津幹線用排水路 全長23.4km、深さ7～12m　農業用排水兼用
- 32線調整水門

## 流域の自治体
北海道
樺戸郡月形町、石狩郡新篠津村、同郡当別町、江別市